# Jan Brokoff
Jan Brokoff (Spìšská Sobota, 1652 – 28 dicembre 1718) è stato uno scultore boemo.

## Biografia
Di origini tedesche, divenne celebre nel 1682 con una statua di Giovanni Nepomuceno e nel 1695 gli fu affidata la decorazione del Ponte Carlo di Praga.
Si occupò personalmente della formazione del figlio Ferdinand Maximilian Brokoff, che più volte collaborò con lui.